# Kham

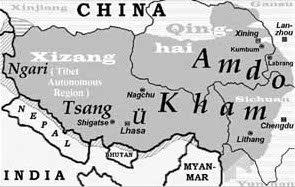
Vị trí của Kham

Kham (tiếng Tây Tạng: ཁམས; chuyển tự Wylie: Khams; chữ Hán giản thể: 康巴; Pinyin: Kāngbā), là một vùng hiện này được chia ra giữa các đơn vị cấp tỉnh của Trung Quốc là Khu tự trị Tây Tạng, và Tứ Xuyên nơi dân tộc Khampa, một phân nhóm của dân tộc Tây Tạng đang sinh sống. Vùng này cũng đã là một trong ba tỉnh truyền thống của Tây Tạng. Trong thời kỳ Trung Hoa Dân quốc quản lý Trung Hoa đại lục (1911-1949), phần lớn khu vực này được gọi là tỉnh Tây Khang (西康省 Xīkāng Shěng). Khu vực này có quy chế "khu vực hành chính đặc biệt" cho đến năm 1939, khi nó trở thành một tỉnh của Trung Quốc.
Ít nhất một phần 3 dân Kham nói các ngôn ngữ Quangic, một nhánh của ngôn ngữ có liên hệ nhưng không gần gũi đối với tiếng Tây Tạng Kham.
Kham gồm 50 huyện đã được đưa vào các tỉnh của Trung Quốc Tứ Xuyên (16 huyện), Vân Nam (3 huyện), và Thanh Hải (6 huyện) cũng như phần phía đông của Khu tự trị Tây Tạng (25 huyện).

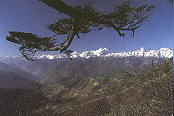
Dãy Đại Tuyết Sơn

Kham có địa hình núi non lởm chởm, các hẻm núi chảy từ tây bắc qua đông nam. Các sông ở đây gồm Mekong, Dương Tử, Nhã Lung, và Salween.